# Новая Петровка (Ульяновская область)
Новая Петровка — деревня в Николаевском районе Ульяновской области в составе Николаевского городского поселения. 

## География
Находится на расстоянии примерно 2 километра на запад от районного центра поселка Николаевка.

## Население
Население составляло 140 человек (русские 89%) в 2002 году, 108 по переписи 2010 года.